# Flexorretinakel

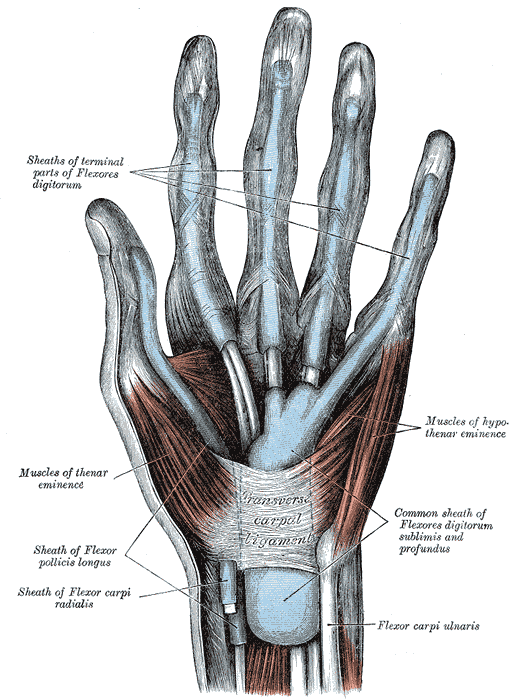
Handledens, handflatans och fingrarnas flexorsenor (vita) och några av deras senskidor (blå) sträcker sig under flexorretinaklet (grått).
Illustration: Gray's Anatomy, 1918. (PD)

Flexorretinakel (latin: retinaculum flexorum, ligamentum carpi transversum) är, i människans kropp, ett starkt, fibröst ligament (retinakel) som sträcker sig tvärs över handlovens (carpus) palmarsida. 
Flexorretinaklet utgör "dalen" mellan tenar (thenar, tummens muskler) och hypotenar (hypothenar, lillfingrets muskler). Under flexorretinaklet bildas en kanal, karpaltunneln (canalis carpus), genom vilken senorna till fingrarnas (digiti manus) långa flexormuskler passerar tillsammans med medianusnerven (n. medianus).
Flexorretinaklet sträcker sig från handlovens mediala/ulnara ben, os pisiforme och hamulus (os hamatum), till handlovens laterala/radiala ben, os scaphoideum och os trapezium.
Retinaklet är distalt sammanbundet med palmaraponeurosen (aponeurosis palmaris) och proximalt med lig. carpi volare.
I flexorretinaklet fäster m. flexor carpi radialis, m. palmaris longus och m. flexor carpi ulnaris.